# Polske Arvefølgekrig
Den Polske Arvefølgekrig  eller Polske Tronfølgekrig (polsk: Wojna o sukcesję polską, 1733-1735) var en større europæisk konflikt, der havde sit udspring i en polsk borgerkrig, der opstod, da August 2. af Polen, kurfyrste af Sachsen og konge af Polen, døde, gjorde Stanislav Leczczinski krav på tronen, støttet af Spanien, Frankrig og Sardinien (Savoyen), mens Rusland og Østrig støttede August 2.s søn, August 3. Krigen brød ud i Polen og spredte sig derefter til Italien og Rhin-omåderne i Tyskland. 
Krigen endte med et ret indviklet resultat, fordi begge parter havde sejret i hver deres ende af Europa. Det blev udmøntet i Wien-traktaten, som blev underskrevet i 1735. Den indebar, at August 3. blev konge, mens Stanislav Leczczinski fik Hertugdømmet Lothringen; Østrig fik Hertugdømmet Parma mod at afstå Kongeriget Napoli og Kongeriget Sicilien til Spanien. Man har kaldt freden et typisk eksempel på den form for storpolitik, hvor fyrster byttede lande og folkeslag herskere.